# ツイン・スター・オブ・アルシオン王座
ツインスター・オブ・アルシオン王座は、アルシオンが管理、認定していた王座。

## 歴史
1998年12月7日、アルシオン後楽園ホール大会で行われた初代王座決定タッグリーグに優勝した玉田凛映&矢樹広弓組が初代王者になった。
2003年6月22日、アルシオンの解散により封印。

## 歴代王者
| 歴代   | タッグチーム                             | 戴冠回数 | 防衛回数 | 獲得日付       | 獲得場所 （対戦相手・その他）                                                |
| ------ | ---------------------------------------- | -------- | -------- | -------------- | ---------------------------------------------------------------------------- |
| 初代   | 玉田凛映&矢樹広弓                        | 1        | 不明     | 1998年12月7日  | 後楽園ホール タイガードリーム&浜田文子                                       |
| 第2代  | AKINO&浜田文子                           | 1        | 不明     | 1999年6月30日  | 後楽園ホール                                                                 |
| 第3代  | アジャコング&吉田万里子                  | 1        | 不明     | 2000年2月18日  | 後楽園ホール                                                                 |
| 第4代  | 下田美馬&大向美智子                      | 1        | 不明     | 2000年4月7日   | 川崎市体育館                                                                 |
| 第5代  | GAMI&玉田凛映                            | 1        | 不明     | 2000年8月20日  | 大阪府立門真スポーツセンターサブアリーナ                                     |
| 第6代  | 三田英津子&下田美馬                      | 1        | 不明     | 2000年12月3日  | 後楽園ホール                                                                 |
| 第7代  | ライオネス飛鳥&吉田万里子                | 1        | 1        | 2001年7月29日  | 大田区体育館                                                                 |
| 第8代  | 大向美智子&浜田文子                      | 1        | 0        | 2001年10月21日 | 後楽園ホール 2001年10月21日返上                                              |
| 第9代  | GAMI&玉田凛映                            | 2        | 1        | 2001年12月8日  | 後楽園ホール 大向美智子&藤田愛                                               |
| 第10代 | サイバージャンクス （大向美智子&藤田愛） | 1        | 2        | 2002年2月17日  | 後楽園ホール                                                                 |
| 第11代 | ライオネス飛鳥&GAMI                      | 1        | 0        | 2002年6月2日   | 札幌テイセンホール 2002年7月21日返上                                         |
| 第12代 | ライオネス飛鳥&GAMI                      | 2        | 2        | 2002年7月21日  | 後楽園ホール 大向美智子&藤田愛、バイオニックJ&メリッサによる3WAYタッグマッチ |
| 第13代 | 井上貴子&玉田凛映                        | 1        | 1        | 2002年12月17日 | 駒沢オリンピック公園体育館 2003年6月22日封印                                 |